# Státní znak Guatemaly
Státní znak Guatemaly tvoří dvě zkřížené pušky Remington s bajonety a dvojice zkřížených šavlí, na kterých je položen ústřední motiv znaku, pergamenový svitek se zlatým textem LIBERTAD 15 DE SEPTIEMBRE DE 1821 (česky Svoboda 15. září 1821), datem vyhlášení nezávislosti Generálního kapitanátu Guatemala na Španělsku. Na svitku sedí guatemalský pták Kvesal chocholatý. Celý výjev je obklopen věncem z vavřínových větví. Někdy je znak (pokud není na vlajce) položen na světle modrý kruh.
Pušky jsou symbolem odhodlání bránit zájmy Guatemaly použitím síly, pokud by to bylo nutné. Šavle symbolizují čest. Kvesal je národní pták Guatemaly a symbol svobody. Vavřínový věnec je symbolem vítězství.

## Historie
Území dnešní Guatemaly bylo do roku 1523 součástí Mayské říše, kdy bylo dobyto Španěly. V roce 1560 se toto území stalo součástí Generálního kapitanátu Guatemala, který zahrnoval podstatnou část Střední Ameriky (dnešní Guatemala, Belize, Honduras, Salvador, Nikaragua a Kostarika, ale bez Panamy). 15 září 1821 vyhlásila Guatemala nezávislost, ale již 5. ledna 1822 byla připojena k Mexickému císařství. Státním znakem císařství byl korunovaný hnědý orel s roztaženými křídly, stojící na nopálovém kaktusu, rostoucím z vod jezera.
Po pádu císařství (14. dubna 1823) a vyhlášení republiky byla ze znaku odstraněna císařská koruna, orel držel nově v zobáku hada a v dolní části znaku přibyly do půlkruhu dubové a vavřínové ratolesti svázané bílou stužkou.
1. července 1823 vyhlásila Guatemala nezávislost na Mexiku, 10. července byly založeny Spojené provincie Střední Ameriky, ke kterým kromě Guatemaly patřily Honduras, Kostarika, Nikaragua a Salvador. Znakem konfederace byl žlutě lemovaný trojúhelník v kterém byli zobrazeni pět zelených vulkánů (symbolizujících jednotlivé provincie). Nad trojúhelníkem byla na růžové obloze frygická čapka vysílající bílé paprsky a nad ní stylizovaná duha. Trojúhelník byl umístěn do kruhového pole, světle modrého v horní (větší) části a tmavě modrého v dolní (menší) části. Světle modrá část symbolizuje oblohu, tmavá část oceán. Kolem výjevu je žluté, dvakrát lemované mezikruží s černým opisem názvu státu (PROVINCIAS UNIDAS DEL CENTRO DE AMERICA) s bílou (na obrázku černou) šesticípou hvězdou v dolní části.
22. listopadu 1824 byl změněn název federace na Středoamerická spolková republika, oficiálně však byla vyhlášena až 10. dubna 1825. K tomuto datu byl zaveden i nový znak. Základem znaku byl opět trojúhelník (nově bez žlutého lemu, na obrázku ale s ním) s pěti zelenými vulkány, frygickou čapkou (nově bez paprsků) a duhou. Pole, na kterém byl znak umístěn bylo nově oválné, ale opět rozdělené na horní světle a dolní tmavě modrou část. Kolem byl žlutý lem s černým názvem státu: REPUBLICA FEDERAL DE CENTRO AMERICA. V horní části znaku byly dvě zelené ratolesti, svázané modrou stuhou.

Znak Mexického císařství v Guatemale (1822–1823)
Mexický znak v Guatemale (1823)
Znak Spojený provincií Střední Ameriky v Guatemale (1823–1824), mírně odlišný od popisu
Znak Středoamerické spolkové republiky (1825–1839), mírně odlišný od popisu

13. dubna 1839 Guatemala z federace vystoupila a vyhlásila nezávislost. Základ znaku byl převzat z předchozího s několika změnami: Nebe v trojúhelníku bylo nově bílé, frygická čapka žlutě září, mezikruží bylo bílé se zlatým opisem ESTADO DE GUATEM • EN LA FEDERACION DEL CENTRO, za (opět) kruhovým polem byl černý toulec s pěti šípy s modro-bílými brky. Šípy vyčnívají z toulce v horní části a jsou doplněny po obou stranách rohy hojnosti. V dolní části znaku byl zkřížený zlatý luk se šípem s modrobílým brkem, dvě zkřížené zelené ratolesti, zlatý iktorský svazek, sekera a zlatá polní trubka s trubkovým praporkem v barvách národní vlajky.
26. října 1843 byl znak výrazně zjednodušen. Nově byl tvořen světle modrým, hnědě lemovaným štítem s kruhovým polem, orámovaným bílým mezikružím. V poli bylo opět pět zelených vulkánů, nad kterými vycházelo bílé, zlatě zářící slunce s lidskou tváří. V mezikruží byly černé opisy GUATEMALA EN CENTRO AMERICA a 15 DE SEPT. DE 1821. Za štítem byl hnědý toulec, z něhož vyčnívají v horní části tři šípy s bílomodrými brky. Z dolní části toulce vycházely dvě zelené ratolesti obklopující štít.
Po nástupu prezidenta Mariana Paredese do funkce (1849), navrhl kongres změnu státních symbolů tak, aby symbolizovaly dobré vztahy se Španělskem. Nový znak byl (spolu s vlajkou, na které byl zobrazen) schválen a zaveden 14. března 1851. Byl tvořen zlatě lemovaný štít v barvách guatemalské vlajky (červená, bílá, žlutá a modrá) a bílým sloupem, na kterém byl černý nápis 15 DE SEPT. DE 1821 (česky 15. září 1821), datum vyhlášení nezávislosti. Ve světle modré hlavě byl zobrazen oceán, z něhož vyrůstaly tři zelené vulkány, v pozadí vycházející slunce. Za štítem byl světle hnědý toulec, z kterého vyčnívaly v horní části tři šípy s hnědými brky. Z dolní části toulce vycházely opět dvě zelené ratolesti obklopující štít.
31. května 1858 byl znak změněn. Byl opět tvořen zlatě lemovaným štítem, na kterém byl zobrazen oceán se třemi zelenými vulkány, z nichž však byl prostřední aktivní. Ve světle modré hlavě štítu bylo sedm bílý svislých břeven (na obrázku jsou břevna červená v bílé hlavě). Nad štítem bylo zlaté slunce s paprsky ve tvaru osmicípé hvězdy. Pod štítem byly dvě zelené ratolesti obklopující znak, za štítem byla čtveřice státních vlajek, v dolní části svázané a spolu s ratolestmi obtočené bílou stuhou s černým nápisem GUATIMALÆ RESPUBLICA PROTECTIONE SUB D.O.M. (česky Republika Guatemala pod ochranou nejlepšího a nejvyššího Boha).

Guatemalský znak (1825–1843)
Guatemalský znak (1843–1851)
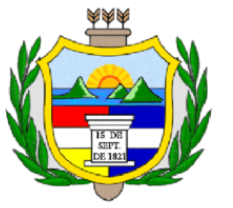
Guatemalský znak (1851–1858)
Guatemalský znak (1858–1871), rozdílné barvy

18. listopadu 1871 byl dekretem č. 33 generála Miguela Granadose stanoven nový znak, který byl tvořen světle modrým, zlatě lemovaným štítem, v jehož středu byl přes dvě zkřížené pušky Remington položen pergamenový svitek se zlatým textem LIBERTAD 15 de SETIEMBRE de 1821 (česky Svoboda 15. září 1821). Na svitku seděl guatemalský pták Kvesal chocholatý. Celý výjev byl obklopen věncem z kávovníkových větví, svázaných v dolní části bílou a modrou stuhou. (není obrázek)
Asi v roce 1900 (dle některých zdrojů až v roce 1926) byl modrý štít ze znaku odstraněn. Na obrázku je v textu místo de → DE.
12. září 1968 byla barva nápisu změněna ze zlaté na červenou, kávovníkový věnec byl nahrazen vavřínovým, stužky byly odstraněny. Změnila se i grafická podoba kvesala, který nově hleděl heraldicky vpravo.

Guatemalský znak (~1900/1926–1968)

26. prosince 1997 by změněn text na svitku na LIBERTAD 15 de SEPTIEMBRE de 1821 (přidáno písmeno P ve slově září). Oproti zdroji je na obrázku v textu místo de → DE.